# Copa da Escócia de 1879–80
A Copa da Escócia de 1879-80 foi a 7º edição do torneio mais antigo do futebol da Escócia. O campeão foi o Queen's Park F.C., que conquistou seu 4º título na história da competição ao vencer a final contra o Thornliebank, pelo placar de 3 a 0.

## Premiação
| Copa da Escócia de 1879-80            |
| Escócia                               |
| ------------------------------------- |
| Queen's Park F.C. Campeão (4º título) |